# Загорщино
Загорщино (рос. Загорщино) — село в Аннинському районі Воронезької області Російської Федерації.
Населення становить 72 особи (2010). Входить до складу муніципального утворення Старочигольське сільське поселення.

## Історія
Населений пункт розташований у історичному регіоні Чорнозем'я. Від 1928 року належить до Аннинського району, спочтаку в складі Центрально-Чорноземної області, а від 1934 року — Воронезької області.
Згідно із законом від 15 жовтня 2004 року входить до складу муніципального утворення Старочигольське сільське поселення.

## Населення
| 2000 | 2005 | 2010 |
| ---- | ---- | ---- |
| 120  | ↗128 | ↘72  |